# Neoperla dolichocephala
Neoperla dolichocephala is een steenvlieg uit de familie borstelsteenvliegen (Perlidae). De wetenschappelijke naam van de soort is voor het eerst geldig gepubliceerd in 1909 door Klapálek.